# Paragus crenulatus
Paragus crenulatus là một loài ruồi trong họ Ruồi giả ong (Syrphidae). Loài này được Thomson mô tả khoa học đầu tiên năm 1869. Paragus crenulatus phân bố ở miền Australasia